# Rudolf Eugen von Wrbna-Freudenthal

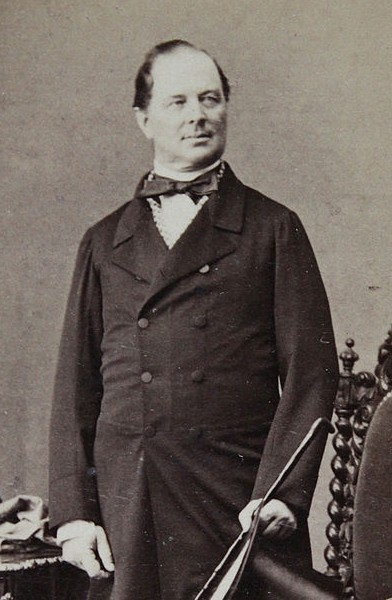
Rudolf Eugen von Wrbna-Freudenthal (1813–1883)

Rudolf Eugen von Wrbna und Freudenthal; auch Rudolf Eugen von Würben und Freudenthal tschechisch Rudolf Evžen z Vrbna a Freudenthalu (* 28. April 1813 in Wien; † 6. Februar 1883 ebenda) war Mitglied des Herrenhauses des Österreichischen Reichsrates, von 1870 bis 1874 Generalintendant der Hoftheater und Ritter des Ordens vom Goldenen Vlies.

## Herkunft
Rudolf Eugen entstammte dem jüngeren Hořowitzer Ast der böhmischen Linie des Adelsgeschlechts Wrbna. Sein Großvater war der Staatsmann Graf Rudolph von Wrbna. Seine Eltern waren der Oberstallmeister Eugen Graf Wrbna (1786–1848) und dessen Ehefrau Barbara, geborene Gräfin von Erdődy (1793–1858). Der Generalmajor Eugen von Wrbna-Freudenthal war sein Bruder.
Der Schwiegervater seiner Schwester Marie-Thérese (1812–1890) war der Geheimrat und Kämmerer Anton Friedrich Mittrowsky von Mittrowitz und Nemischl. Seine Schwester Caroline (1815–1843) war mit dem Industriellen Johann von Lobkowitz (1799–1878) verheiratet.

## Leben
Wrbna erhielt eine sorgfältige Erziehung, danach befasste er mit der Bewirtschaftung seiner Güter und bewährte sich bald als musterhafter Ökonom. Er fiel dem Kaiser auf, der ihm die Verwaltung der Familienfondsgüter übertrug. Seine strenge Rechtlichkeit, sowie die Erfolge, die er beruflich erzielte, festigten seine Vertrauensstellung beim Hof. 1867 wurde er vom Kaiser zum lebenslänglichen Mitglied des Herrenhauses des Reichsrates ernannt. Dort bekleidete er von 1869 bis 1879 mehrfach die Stelle des Vizepräsidenten. Er gehörte der Verfassungspartei an, vertrat mehrere Male das Finanzreferat und führte von 1869 bis 1871 das Präsidium in der Staatsschuldenkommission.
Als 1870 die zerrütteten finanziellen Verhältnisse der Hofoper Reformen erzwangen, wurde Rudolf Wrbna als Nachfolger von Friedrich Halm zum Generalintendanten der kaiserlichen Hoftheater ernannt. Er sah seine Aufgabe aber nur in der Administration, den künstlerischen Bereich erhielten die Direktoren Dingelstedt und Herbeck. Trotz der Spannung zwischen der Administration und den Künstlern, konnte Wrbna nach vier Jahren seinen Posten wieder verlassen. Er starb 1883 unverheiratet. Nach seinem Tod wurde sein Leichnam in die Familiengruft nach Holleschau in Mähren überführt.
Für seine Arbeit erhielt er 1863 die Ernennung zum wirklichen Geheimen Rat, 1874 das Großkreuz des Leopold-Ordens und wurde 1878 Ritter des Ordens vom Goldenen Vlies.
Aus seiner Verbindung mit Anna Müller (1840–1917), der unehelichen Tochter des Fürsten Friedrich zu Schwarzenberg (1799–1870) entstammt der Sohn Karl Müller (1861–1941). Er wurde 1876 als Freiherr von Freudenthal nobilitiert und heiratete 1885 Agathe Gräfin von Freudenthal und Würben (1861–1921).